# Shū Kurata
Shū Kurata (jap. 倉田 秋, Kurata Shū; * 26. November 1988 in Takatsuki, Präfektur Osaka) ist ein japanischer Fußballspieler.

## Karriere

### Verein
Kurata begann mit dem Fußball während seiner Grundschulzeit, wo er für den Verein FC Falcon spielte, dann während der Mittelschule für Gamba Osaka Junior Youth und schließlich in der Oberschule bei Gamba Osaka Youth. Nach seinem Schulabschluss wurde er dann vom Erstligisten Gamba Osaka übernommen, wo er am 11. August 2007 sein Profidebüt hatte. 2010 wurde er an JEF United Ichihara Chiba ausgeliehen und 2011 an Cerezo Osaka.
Am 24. November 2024 stand er mit Gamba im Endspiel des Kaiserpokals. Hier verlor man 1:0 gegen Vissel Kōbe.

### Nationalmannschaft
Kurata war regelmäßig in den U-14- bis U-18-Auswahlmannschaften vertreten. 2015 debütierte Kurata für die japanische Fußballnationalmannschaft der Herren. Mit dieser qualifizierte er sich für die Fußball-Ostasienmeisterschaft 2015.

## Erfolge
Gamba Osaka 
- Japanischer Zweitligameister: 2019  ▲
- Japanischer Meister 2014
- Japanischer Vizemeister: 2015, 2020
- Japanischer Pokalsieger: 2008, 2009, 2014, 2015
- Japanischer Pokalfinalist: 2012, 2020, 2024
- Japanischer Ligapokalsieger: 2014
- Japanischer Ligapokalfinalist: 2016, 2015
- Japanischer Supercup-Sieger: 2015